# 1. Armee (Japanisches Kaiserreich)
Die 1. Armee (jap. 第1軍, Dai-ichi-gun) war ein Großverband der Kaiserlich Japanischen Armee. Sie wurde zwischen 1894 und 1945 dreimal aufgestellt und demobilisiert. Ihr Tsūshōgō-Code (militärischer Tarnname) war Zweiter (乙, Otsu). Die militärische Kodenummer lautete 3501.

## Geschichte

### 1894 bis 1895
Die 1. Armee wurde während des ersten Chinesisch-Japanischen Krieges am 1. September 1894 aufgestellt und nahm in diesem an allen größeren Schlachten teil. Sie bestand aus der 3. und 5. Division. Die Auflösung erfolgte am 28. Mai 1895.

### 1904 bis 1905
Vor Beginn der Kriegshandlungen im Russisch-Japanischen Krieg wurde die 1. Armee am 2. Februar 1904 unter dem Kommando von General Kuroki Tamemoto erneut aufgestellt. Ihm unterstellt war die Kaiserliche Garde, die 2. und 12. Division. General Kuroki landete die 1. Armee bei Tschemulpo und führte sie erfolgreich in der ersten Landschlacht des Krieges am Yalu. Danach drang sie weiter Richtung Norden auf Feng-huang-cheng vor, wo sie den wichtigen Motien-Pass besetzte und gegen die Russen verteidigte. Im weiteren Verlauf des Krieges nahm sie an der Schlacht von Liaoyang, Schlacht am Shaho, Schlacht von Sandepu und der Schlacht von Mukden teil. Nach Ende der Feindseligkeiten wurde die 1. Armee am 9. Dezember 1905 aufgelöst.

### 1937 bis 1945
Kurz nach Ausbruch des zweiten Chinesisch-Japanischen Krieges wurde die 1. Armee am 26. August 1937 in Tianjin, Republik China, erneut gebildet und der zur gleichen Zeit aufgestellten Regionalarmee Nordchina (General Terauchi Hisaichi) unterstellt. Im Mai 1938 deckte die 1. Armee während der Schlacht um Xuzhou den rechten Flügel der 2. Armee. Bis Mai 1939 war die Provinz Shanxi im Wesentlichen unter japanischer Kontrolle geraten. Jedoch hatten sich viele chinesische Einheiten in die unzugänglichen Berge der Provinz zurückgezogen. Ab August 1939 kam es von dort aus dann zur Hundert-Regimenter-Offensive, bei denen die chinesischen kommunistischen Verbände die japanische 1. und 2. Armee unter Druck setzten und wichtige Infrastruktur zerstören oder beschädigen konnten.
Die 1. Armee blieb während des restlichen Krieges als Garnisonstruppe in Shanxi/Nordchina stationiert und bestand 1941 hauptsächlich aus der 36., 37. und 41. Division. Ab Juli 1944 waren ihr die 114. Division und die 3. Selbstständige Gemischte Brigade sowie die 10. und 14. Unabhängige Infanteriebrigade zugeteilt.
Der letzte offensive Einsatz erfolgte im Rahmen der Operation Ichi-Go Mitte 1944, bei der die 1. Armee Bahnstrecken zwischen Beijing und Hankou erobern und sichern sollte.
Am 17. September 1945 erfolgte die Deaktivierung und am 30. September 1945 wurde die 1. Armee in Taiyuan, China, endgültig aufgelöst.

## Oberbefehlshaber
| Nr.            | Dienstgrad und Name              | Amtszeit            | Amtszeit           |
| Nr.            | Dienstgrad und Name              | Beginn der Amtszeit | Ende der Amtszeit  |
| 1. Aufstellung | 1. Aufstellung                   | 1. Aufstellung      | 1. Aufstellung     |
| -------------- | -------------------------------- | ------------------- | ------------------ |
| 1.             | Feldmarschall Yamagata Aritomo   | 1. September 1894   | 19. Dezember 1894  |
| 2.             | Feldmarschall Nozu Michitsura    | 19. Dezember 1894   | 28. Mai 1895       |
| 2. Aufstellung |                                  |                     |                    |
| 3.             | General Kuroki Tamemoto          | 2. Februar 1904     | 9. Dezember 1905   |
| 3. Aufstellung |                                  |                     |                    |
| 4.             | Generalleutnant Katsuki Kiyoshi  | 31. August 1937     | 30. Mai 1938       |
| 5.             | General Umezu Yoshijirō          | 30. Mai 1938        | 7. September 1939  |
| 6.             | Generalleutnant Shinozuka Yoshio | 7. September 1939   | 20. Juni 1941      |
| 7.             | Generalleutnant Iwamatsu Yoshio  | 20. Juni 1941       | 1. August 1942     |
| 8.             | General Yoshimoto Teiichi        | 1. August 1942      | 22. November 1944  |
| 9.             | Generalleutnant Sumita Raishirō  | 22. November 1944   | 30. September 1945 |

## Gefechtsaufstellung ab 1937

### Kerneinheiten
| Einheit                                     | zugeordnet ab | zugeordnet bis | Kodenummer |
| ------------------------------------------- | ------------- | -------------- | ---------- |
| 6. Infanteriedivision (Kumamoto)            | 31.08.1937    | 20.10.1937     | 9016       |
| 20. Infanteriedivision (Keijo, Korea)       | 31.08.1937    | 11.07.1939     | 2086       |
| 109. Infanteriedivision (Kanazawa)          | 30.03.1938    | 24.12.1938     | 17501      |
| 36. Infanteriedivision (Hirosaki)           | 01.04.1939    | 30.10.1943     | 3521       |
| 37. Infanteriedivision (Hirosaki)           | 01.04.1939    | 11.03.1944     | 3540       |
| 41. Infanteriedivision (Utsunomiya)         | 02.10.1939    | 10.04.1942     | 3560       |
| 114. Infanteriedivision (Mizonoguchi)       | 10.07.1944    | 17.09.1945     | 1459       |
| 3. Unabhängige Gemischte Brigade (Sendai)   | 10.02.1938    | 17.09.1945     | 3580       |
| 10. Unabhängige Infanteriebrigade (Fukuoka) | 10.12.1943    | 17.09.1945     | 1493       |
| 14. Unabhängige Infanteriebrigade (Osaka)   | 15.02.1944    | 17.09.1945     | 1472       |
| 5. Unabhängige Wacheinheit (Tsu)            | 06.04.1945    | 17.09.1945     | 15675      |

### Weitere, kleinere Einheiten unter direkter Kontrolle
| Einheit                                                     | Kodenummer |
| ----------------------------------------------------------- | ---------- |
| Hauptquartiereinheit 1. Armee                               | 3500       |
| 9. Fernmelderegiment                                        | 3506       |
| 24. Unabhängiges Gebirgsartilleriebattalion                 | 1890       |
| 81. Feld-Maschinenkanonenkompanie                           | 15651      |
| 1. Unabhängiges Transportregiment                           | 3510       |
| 27. Motorisiertes Transportregiment                         | 3508       |
| 162. Rückwärtiges Krankenhaus (Taiyuan Armee-Krankenhaus)   | 1835       |
| 163. Rückwärtiges Krankenhaus (Linfen Armee-Krankenhaus)    | 1838       |
| 164. Rückwärtiges Krankenhaus (Liancheng Armee-Krankenhaus) | 1835       |
| 194. Rückwärtiges Krankenhaus (Changzhi Armee-Krankenhaus)  | 1837       |
| 195. Rückwärtiges Krankenhaus (Yangquan Armee-Krankenhaus)  | 1833       |
| 196. Rückwärtiges Krankenhaus                               | 1836       |
| Nordchina Feld-Frachtdepot, Abteilung Teigen                | 1824       |

### Operationsbedingt zugeordnete Einheiten
| Zugeordnet von-bis          | Einheit                           | Kodenummer | zugeordnet für      |
| --------------------------- | --------------------------------- | ---------- | ------------------- |
| September bis November 1937 | 5. Infanteriedivision (Hiroshima) | 5191       | Schlacht um Taiyuan |
| September bis November 1937 | 109. Infanteriedivision           | 17501      | Schlacht um Taiyuan |